# Lamponina kakadu
Espèce
Lamponina kakadu est une espèce d'araignées aranéomorphes de la famille des Lamponidae.

## Distribution
Cette espèce est endémique du Territoire du Nord en Australie. Elle se rencontre dans le Nord-Ouest du territoire.

## Description
Le mâle holotype mesure 7,2 mm et la femelle 8,9 mm.

## Étymologie
Son nom d'espèce lui a été donné en référence au lieu de sa découverte, le parc national de Kakadu.

## Publication originale
- Platnick, 2000 : A relimitation and revision of the Australasian ground spider family Lamponidae (Araneae: Gnaphosoidea). Bulletin of the American Museum of Natural History, no 245, p. 1-330 (texte intégral).